# 海东诸国纪

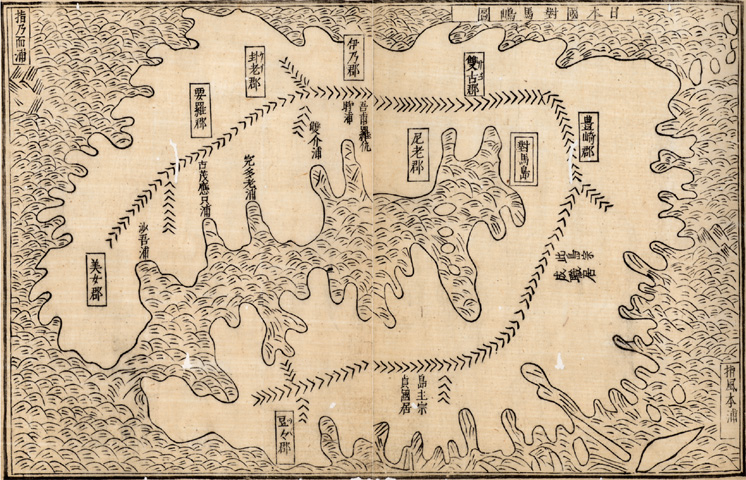
《海東諸国紀》所繪的對馬島地圖

《海东诸国纪》（해동제국기）是朝鲜王朝领议政申叔舟编写的一部汉文书籍，成书于成宗二年（1471年）。书中对15世纪日本和琉球情况进行了较为详细的描述。
世宗二十五年（1443年），申叔舟以朝鲜对日使臣书信官的身份访问日本。回程以后，他奉成宗之命纪录日本地名、国情、交聘往来沿革、日本使臣接待方法等。

## 内容
全书开头悬挂海东诸国全图、西海道九州图、壹岐岛图、对马岛图、琉球国图、朝鲜三浦图等地图。以日本国紀和琉球国紀，朝聘应接纪三篇文章，详细地说明日本和琉球的历史，地理，政治，语言等事情。并说明对日本地方实权人（大名）使节接待方法。该书是反映当时日本和琉球的重要史料，也对日语历史方面提供了稀有的资料。

## 刊本
1933年朝鲜历史编辑会在京城（今首爾）影印出版这本书。1991年日本岩波文库在东京出版了详细的译注本。